# 記憶の図書館
『記憶の図書館』（きおくのとしょかん）は、坂本真綾の11枚目のオリジナル・アルバム。2023年5月31日にFlyingDogから発売された。

## 概要
前作『Duets』から約2年2ヶ月ぶり、オリジナルアルバムとしては『今日だけの音楽』から3年6ヶ月ぶりのリリースとなる。
CD+Blu ray、CDのみの2形態で発売された。
本作について、坂本は「最近気になることの1つに“人間の記憶”があって。生まれて間もない人間を毎日お世話する中で「自分が赤ちゃんの頃のことって何ひとつ覚えてないな」と、当たり前だけど思ったんですね。でも、「生まれてから数年の間に人格のほとんどが決まる」と言われているくらい大事な時期らしい、という話も聞くじゃないですか。記憶にないだけで、いろんな人に出会ったり、いろんな景色を見たりしたことが自分の細胞の一部になっているのかもしれない、と子育てをしていて思ったんです。記憶のすべてを抱えて生きていくことはできないけど、忘れてしまった記憶は完全に消滅するわけでなく、自分の一部として残り続けているのだとしたら……と想像を膨らませた結果、アルバムのテーマになりました」と語っている。

## チャート成績
本作はオリコン週間チャート初登場7位を獲得。

## 収録曲

### CD
| #         | タイトル                  | 作詞       | 作曲                    | 編曲                                                            | 時間  |
| --------- | ------------------------- | ---------- | ----------------------- | --------------------------------------------------------------- | ----- |
| 1.        | 「ないものねだり」        | 坂本真綾   | 荒内佑（cero）          | 荒内佑（cero）                                                  | 4:05  |
| 2.        | 「discord」               | 坂本真綾   | 竹内アンナ              | 川口大輔                                                        | 4:01  |
| 3.        | 「タイムトラベラー」      | 坂本真綾   | 北川勝利（ROUND TABLE） | 北川勝利（ROUND TABLE）                                         | 5:30  |
| 4.        | 「un_mute」               | 岩里祐穂   | SIRA                    | 河野伸                                                          | 4:56  |
| 5.        | 「体温」                  | 岩里祐穂   | 古閑翔平（ユアネス）    | 古閑翔平（ユアネス）/ ストリングス編曲：河野伸 / 演奏：ユアネス | 4:18  |
| 6.        | 「一度きりでいい」        | 坂本真綾   | tricot                  | tricot / 演奏：tricot                                           | 4:13  |
| 7.        | 「まだ遠くにいる」        | 坂本真綾   | 姉田ウ夢ヤ・堀下さゆり  | 姉田ウ夢ヤ                                                      | 5:13  |
| 8.        | 「言葉にできない」        | 坂本真綾   | 坂本真綾                | h-wonder                                                        | 4:55  |
| 9.        | 「Anything you wanna be」 | 坂本真綾   | 比喩根（chilldspot）    | 堂島孝平                                                        | 5:08  |
| 10.       | 「空中庭園」              | 堂島孝平   | 堂島孝平                | 堂島孝平                                                        | 4:22  |
| 11.       | 「鏡の中で」              | 坂本慎太郎 | 冨田恵一                | 冨田恵一                                                        | 4:16  |
| 12.       | 「菫」                    | 坂本真綾   | 岸田繁（くるり）        | 岸田繁・扇谷研人                                                | 3:55  |
| 合計時間: | 合計時間:                 | 合計時間:  | 合計時間:               | 合計時間:                                                       | 54:52 |

### Blu-ray（初回限定盤）
| #         | タイトル                        | 作詞  | 作曲・編曲 | 時間 |
| --------- | ------------------------------- | ----- | ---------- | ---- |
| 1.        | 「菫」(Music Video)             |       |            | 4:02 |
| 2.        | 「まだ遠くにいる」(Music Video) |       |            | 5:18 |
| 3.        | 「un_mute」(Music Video)        |       |            | 4:59 |
| 合計時間: | 合計時間:                       | 14:19 |            |      |

## タイアップ
un_mute
テレビアニメ『REVENGER』エンディングテーマ。
まだ遠くにいる
WOWOWオリジナルアニメ『火狩りの王』エンディングテーマ。
言葉にできない
テレビアニメ『本好きの下剋上 司書になるためには手段を選んでいられません』第3期エンディングテーマ。
菫
テレビアニメ『であいもん』オープニングテーマ。